# Macrosiphum rudbeckiarum
Macrosiphum rudbeckiarum är en insektsart som först beskrevs av Cockerell, T.D.A. 1903.  Macrosiphum rudbeckiarum ingår i släktet Macrosiphum och familjen långrörsbladlöss. Inga underarter finns listade i Catalogue of Life.